# Карагандинский высший политехнический колледж
Карагандинский высший политехнический колледж (каз. Қарағанды жоғарғы политехникалық колледжі) — средне-специальное учебное заведение в Караганде, основанное в 1931.  

## Описание
Работает в 4 корпусах, есть 9 отделений, 2 общежития. На 2022-2023 год учится 3475 студентов.

## История
Был открыт по причине нехватки квалифицированных рабочих в строящийся угольный бассейн. Необходимо было привлечь население к строительству нового общества, большинство которого было неграмотным. На работе сказывались так же сложности культурно-экономической отсталости края. В Караганде и других регионах начали разворачивать интенсивную работу по ликвидации неграмотности и по вовлечении лиц казахской национальности в промышленное и социально-культурное строительство.  
В апреле 1931 года был создан при тресте «Караганда» учебно-производственный комбинат в составе горпромуча и горноугольного техникума с контингентом учащихся 122 человека. Открытие последнего решило вопрос о подготовке среднетехнических кадров для шахт Караганды. Долгое время техникум оставался единственным в Казахстане учебным заведением, готовившим специалистов для шахт.